# L'Hôpital-sous-Rochefort
L'Hôpital-sous-Rochefort era una comuna francesa que estaba situada en el departamento de Loira, de la región de Auvernia-Ródano-Alpes, que el 1 de enero de 2025 pasó a formar parte de la comuna nueva de Solore-en-Forez como comuna delegada.

## Demografía
| Gráfica de evolución demográfica de L'Hôpital-sous-Rochefort entre 1800 y 2022 |
|                                                                                |

Los datos demográficos contemplados en este gráfico de la comuna de L'Hôpital-sous-Rochefort se han cogido de 1800 a 1999 de la página francesa EHESS/Cassini, y los demás datos de la página del INSEE.